# Air Boom
Palmarès
Champions par équipes (1 fois)
Air Boom est une équipe de catch faces composée d'Evan Bourne et de Kofi Kingston. Les deux hommes travaillent à la WWE, où ils ont été Champions par équipe.

## Carrière

### World Wrestling Entertainment (2011-2012)

#### Premières coopérations (2008-2011)
C’est lors du premier match officiel d’Evan Bourne (Matt Sydal à l'époque) à la ECW, le 3 juin 2008, que celui-ci rencontre Kofi Kingston qui est alors aux commentaires pour son match face à Shelton Benjamin, combat qu’il perd après avoir subi un powerbomb à travers la table des commentateurs. Kingston et Bourne combattent ensemble la semaine suivante et remportent le match face à Benjamin et Mike Knox.
Entre fin 2009 et début 2010, Bourne et Kingston refont équipe en de rares occasions, notamment face à The Legacy,.

#### Formation et Champions par équipes (2011-2012)
Bourne et Kingston forment une équipe officielle en 2011. Le 15 août, à Raw, ils battent David Otunga et Michael McGuillicutty, les champions par équipe de l’époque, et deviennent aspirants no 1 au titre (qui n’était pas en jeu cette fois),. La semaine suivante, Bourne et Kingston battent Otunga et McGuillicutty et remportent le Championnat par équipe de la WWE,. Le 29 août, l’équipe est officiellement baptisée « Air Boom » et Bourne et Kingston parviennent à retenir leurs ceintures face à Otunga et McGuillicutty,,. Le nom « Air Boom » a été choisi par les deux lutteurs à la suite d'un sondage lancé sur Twitter où les abonnés de la WWE pouvaient librement proposer des noms. Sur les 11 finalistes, c’est finalement la combinaison de leurs surnoms respectifs « Air Bourne » et « Boom Squad » qui est retenue.
Lors de Night of Champions, Air Boom défend les titres avec succès face à R-Truth et The Miz par disqualification du Miz qui s’en prend illégalement à l’arbitre. Ils débutent ensuite une rivalité contre Dolph Ziggler et Jack Swagger, deux sbires de Vickie Guerrero, et les battent à deux reprises pour conserver le titre par équipe à Hell in a Cell puis à Vengeance.
Le 1er novembre, Evan Bourne est suspendu pendant une durée de 30 jours pour infraction à la politique de la compagnie. Kofi Kingston fait alors des apparitions en solo. Dès le retour de Bourne, le 5 décembre, l’équipe enchaîne deux défaites face à Primo et Epico : d’abord au Tribute To The Troops du 11 décembre, puis au show Superstars du 13 décembre. Air Boom parvient tout de même à retenir le Championnat par équipe face au duo portoricain à l’occasion de TLC 2011.
Le 6 janvier, à WWE SmackDown, Latino Clan bat Air Boom et réitère l'exploit le 15 janvier, lors d'un house show à Oakland, pour s'emparer du Championnat par équipe. La revanche du 16 janvier est une nouvelle défaite pour Air Boom. Le lendemain, la WWE annonce qu'Evan Bourne est à nouveau suspendu pour infraction à la politique de la compagnie, pour une durée de 60 jours. Durant cette absence, Kofi Kingston combat aux côtés de Mason Ryan en house show contre le Latino Clan.

#### Séparation (2012)
L'équipe prend fin le 17 janvier à la suite de la seconde suspension d'Evan Bourne. Durant cette suspension, Kofi Kingston reprend sa carrière en solo.
Evan Bourne se blesse de nouveau au pied.